# Полынь альпийская
Полы́нь альпи́йская (лат. Artemísia umbellifórmis) — многолетнее растение, вид рода Полынь (Artemisia) семейства Астровые (Asteraceae), распространённая в субальпийской и альпийской зонах Альп и Кавказа.
Растёт на каменистых склонах, в трещинах скал, встречается на высотах от 1300 до 3700 метров на уровнем моря.
Невысокое растение серовато-сизой окраски. На вкус обладает слабой горечью, имеет довольно слабый запах, при высушивании аромат усиливается, но с ним усиливается и горечь.
Является одним из главных компонентов альпийского ликёра Женепи.  В кулинарии может использоваться в качестве приправы как полынь обыкновенная, в тех же количествах.
Синонимы
- Absinthium laxum Lam.
- Absinthium mutellina Steud.
- Artemisia delphinensis Besser
- Artemisia gabriellae Braun-Blanq.
- Artemisia laxa Fritsch
- Artemisia laxiflora St.-Lag.
- Artemisia mutellina Vill.
- Artemisia oligantha Miégev.
- Artemisia rupestris All.
- Artemisia wulfenii Schleich.